# ويليام كارتر
ويليام كارتر (1822 - ) (بالإنجليزية: William Carter)‏ هو لاعب كريكت بريطاني.

## وصلات خارجية
- ويليام كارتر على موقع إي آس بي آن كريك إنفو (الإنجليزية)